# Ribera Alta (Kraj Basków)
Ribera Alta (bask. Erriberagoitia) – gmina w Hiszpanii, w prowincji Álava, w Kraju Basków, o powierzchni 119,78 km². W 2011 roku gmina liczyła 790 mieszkańców.